# Eriocaulon echinospermum
Eriocaulon echinospermum är en gräsväxtart som beskrevs av Charles Wright. Eriocaulon echinospermum ingår i släktet Eriocaulon och familjen Eriocaulaceae. Inga underarter finns listade i Catalogue of Life.